# Benjamin Darbelet
Benjamin Darbelet (Dijon, 13 november 1980) is een voormalig judoka uit Frankrijk, die tweemaal op rij zijn vaderland vertegenwoordigde bij de Olympische Spelen: in 2004 (Athene) en 2008 (Peking). Bij dat laatste toernooi won hij de zilveren medaille in de klasse tot 66 kilogram. In de finale moest hij zijn meerdere erkennen in de Japanse titelverdediger Masato Uchishiba.

## Erelijst

### Olympische Spelen
- 2008 –  Peking (– 66 kg)

### Europese kampioenschappen
- 2003 –  Düsseldorf (– 66 kg)
- 2004 –  Boekarest (– 66 kg)
- 2005 –  Rotterdam (– 66 kg)
- 2006 –  Tampere (– 66 kg)
- 2007 –  Belgrado (– 66 kg)